# Монтепаоне Лидо (Катанцаро)
Монтепаоне Лидо је насеље у Италији у округу Катанцаро, региону Калабрија.
Према процени из 2011. у насељу је живело 2780 становника. Насеље се налази на надморској висини од 11 м.